# Hotelklassifikation
Hotelklassifikation er en klassifikation af hoteller på baggrund af deres kvalitet. I Danmark er det HORESTA som står for den officielle klassifikation af danske hoteller